# Episcia cupreata
Episcia cupreata är en art av tvåhjärtbladiga växter som först beskrevs av William Jackson Hooker, och fick sitt nu gällande namn av Johannes von Hanstein. Episcia cupreata ingår i kopparbladssläktet (Episcia) och familjen gloxiniaväxter (Gesneriaceae). Inga underarter finns listade i Catalogue of Life.

## Bildgalleri

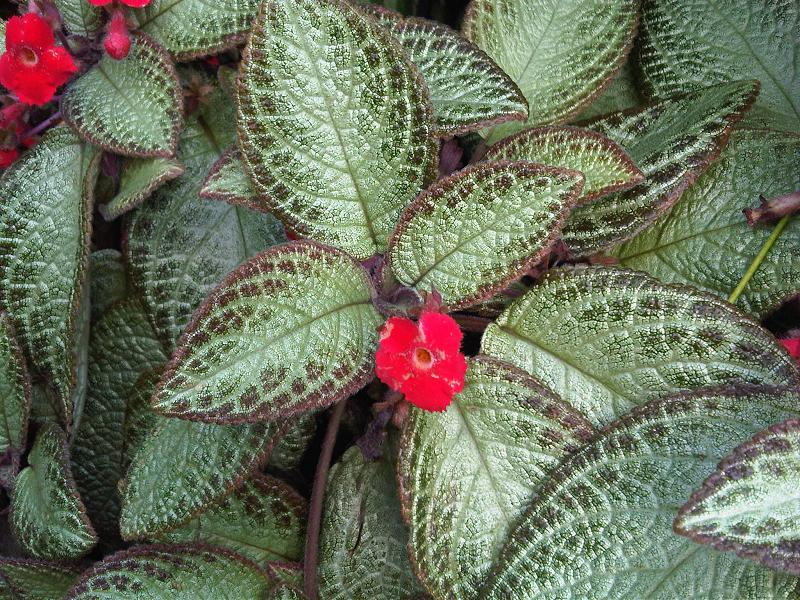
Episcia cupreata
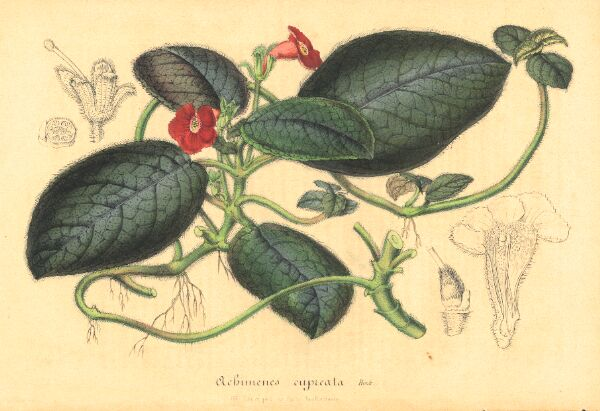
Episcia cupreata
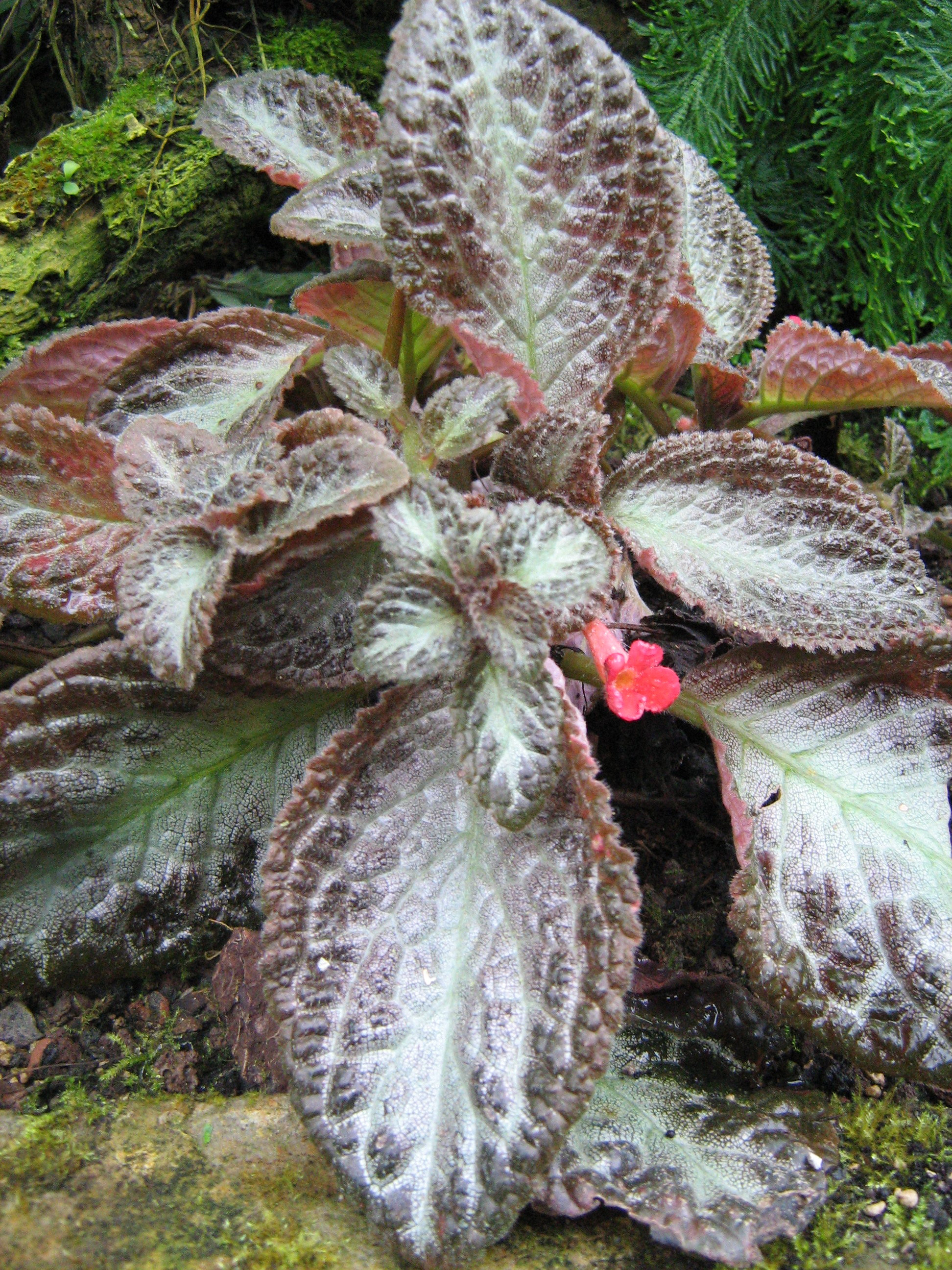
Episcia cupreata, kultivar
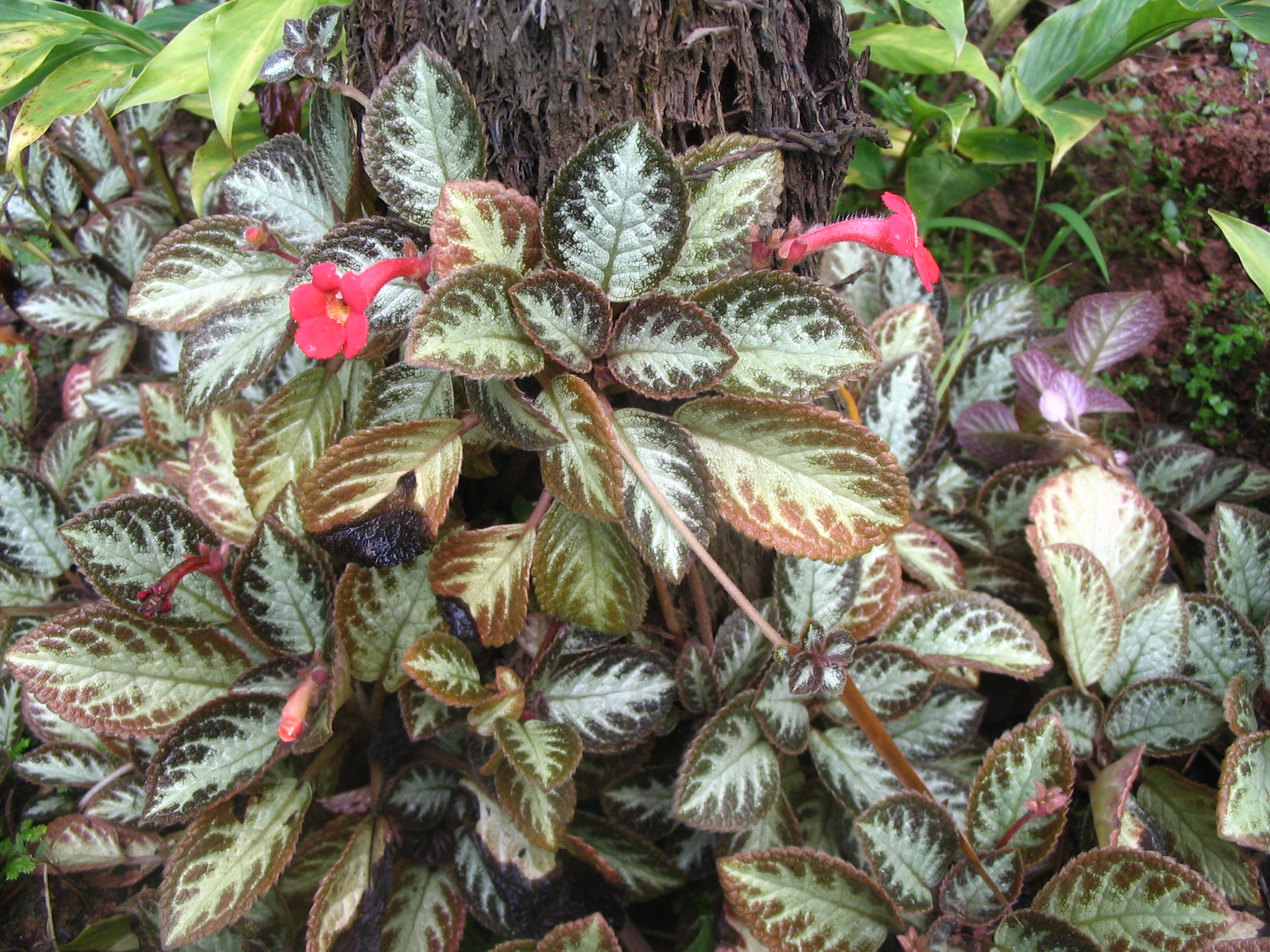
Episcia cupreata, kultivar